# Prokuror
Prokuror (Прокурор) è un film del 1917 diretto da Jakov Aleksandrovič Protazanov.